# Le Concert des Nations

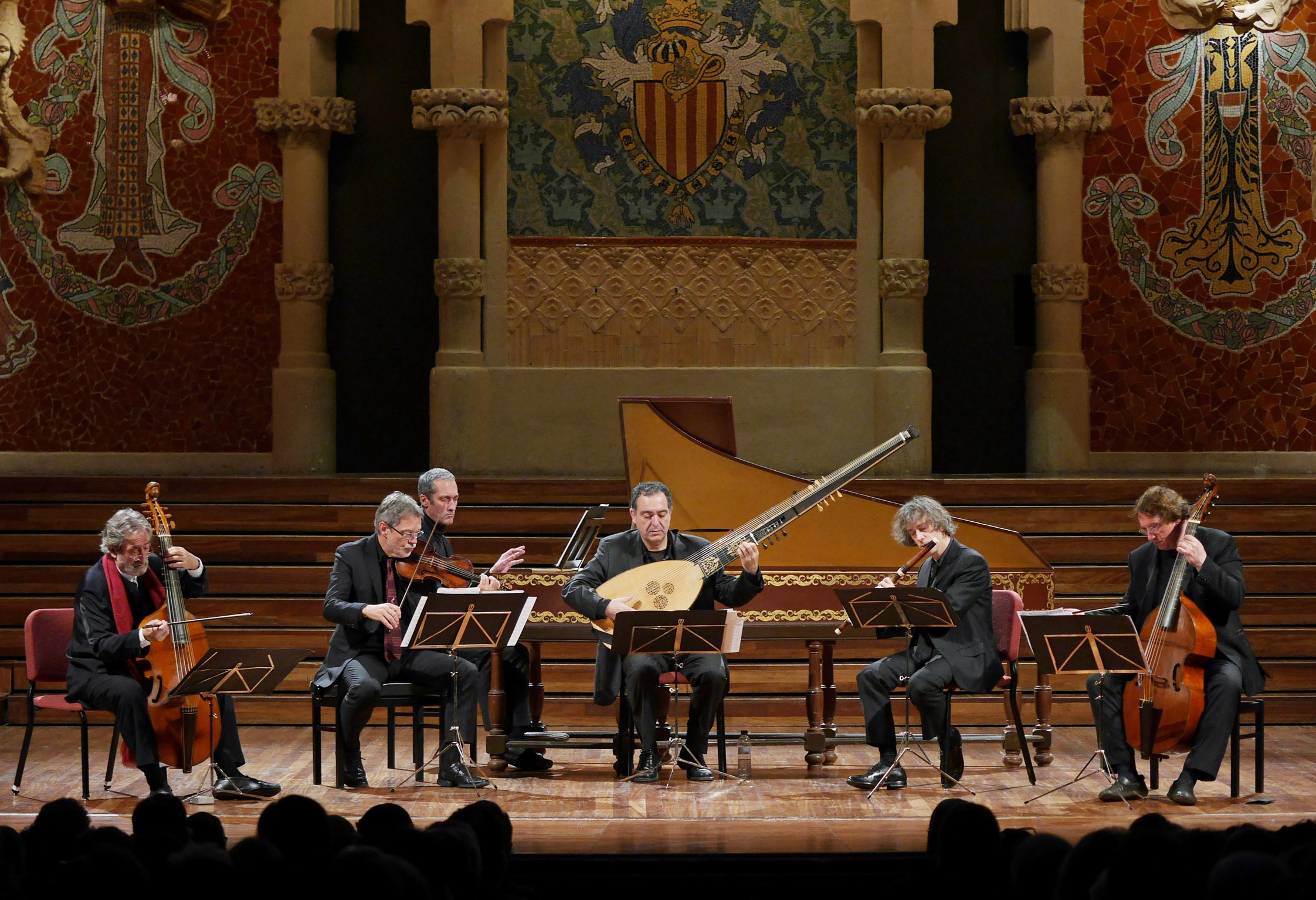
Jordi Savall (links) mit Virtuosen des Concert des Nations (2016)

Le Concert des Nations ist ein historisches Kammerorchester aus Spanien, Barcelona, das 1989 von Jordi Savall und Montserrat Figueras gegründet wurde. Es ist hauptsächlich aus Musikern aus dem romanischen Sprachraum und aus Lateinamerika geformt und interpretiert Musik von der Barockzeit bis zur Romantik. Das Ensemble spielt ausschließlich auf historischen Instrumenten. Der Name des Orchesters leitet sich ab von François Couperins Werk Les Nations.

## Geschichte
Das Orchester wurde 1989 von dem katalanischen Dirigenten und Viola da Gamba-Virtuosen Jordi Savall und Montserrat Figueras gegründet, als das Ehepaar ein Ensemble mit historischen Instrumenten benötigte. 1992 trat es zum ersten Mal im Operngenre auf mit Vicente Martín y Solers Una cosa rara am Théâtre des Champs-Élysées, Paris, am Gran Teatre del Liceu und am Auditorio Nacional de Música, Madrid. Weitere Aufführungen im Bereich der Oper (z. B. mit L’Orfeo von Claudio Monteverdi) fanden in den o. a. Spielstätten sowie am Teatro Real, Madrid, am Wiener Konzerthaus, am Arsenal in Metz und am Teatro Regio di Torino statt. Auch gastierte das Orchester im Palais des Arts, Brüssel, am Grand-Théâtre, Bordeaux und am Piccolo Teatro in Mailand. Jordi Savall war 2016 mit Le Concert des Nations Echo Klassik Gewinner mit der Sinfonischen Einspielung  Les Éléments (Jean-Féry Rebel). In den vergangenen Jahren hat sich das Orchester eher symphonischer Musik gewidmet.
So gastierte Le Concert des Nations im August 2025 unter der Leitung von Jordi Savall bei den Salzburger Festspielen mit Schuberts 7. und 8. Symphonie.
Neben z. B. dem BBC Symphony Orchestra, dem Boston Symphony Orchestra u. a. wurde Le Concert des Nations für die Gramophone Classical Music Awards 2025 als Orchester des Jahres nominiert, eine der renommiertesten Auszeichnungen in der Welt der klassischen Musik.